# زي إل إم تور 2022
زي إل إم تور 2022 هو سباق دراجات هوائية، وهو الموسم الثالث والثلاثين من زي إل إم تور، وأقيم خلال الفترة من 8 يونيو 2022، وحتى 12 يونيو 2022.
فاز بالمركز الأول Olav Kooij ‏، وبالمركز الثاني ياكوب ماريكزكو، وبالمركز الثالث Aaron Van Poucke ‏، وفاز Olav Kooij ‏ في ترتيب النقاط، وكان الفائز حسب النقاط للشباب Olav Kooij ‏، وفاز فريق جومبو-فيسما في ترتيب الفرق.

## الفرق
| فرق عالمية (3)- Jumbo-Visma - Ineos Grenadiers - Team DSM فرق برو (5)- Alpecin-Fenix - بنجوال باوليز ساوكس دبليو بي 2022 ‏ - برجس بي إتش 2022 ‏ - Human Powered Health - سبورت فلاندرين بالويس 2022 ‏ فرق قارية (9)- Parkhotel Valkenburg CT ‏ - Diftar Continental Cyclingteam ‏ - بيت سايكلنج 2022 ‏ - ميتك-تي كي إتش مانتيل ‏ - فولكر ويسيلز سيلينج تيم ‏ - بايك أيد 2022 ‏ - فريق ريوال للدراجات 2022 ‏ - سوبرانو هام ايزوريكس 2022 ‏ - إيفوبرو ريسينغ 2022 ‏ فريق وطني- فريق هولندا لركوب الدراجات للرجال ‏ |  |
| |  |

## المراحل
| قائمة المراحل | قائمة المراحل | قائمة المراحل          | قائمة المراحل | قائمة المراحل | قائمة المراحل   | قائمة المراحل |
| المرحلة       | التاريخ       | الدورة                 |               | المسافة (كم)  | الفائز بالمرحلة | القائد العام  |
| ------------- | ------------- | ---------------------- | ------------- | ------------- | --------------- | ------------- |
| مرحلة 1       | 8 يونيو       | كابيله – كابيله        | مرحلة مستوية  | 100٫9         | Olav Kooij ‏     | Olav Kooij ‏   |
| مرحلة 2       | 9 يونيو       | فيراه – خوس            | مرحلة مستوية  | 183٫2         | Olav Kooij ‏     | Olav Kooij ‏   |
| مرحلة 3       | 10 يونيو      | Heythuysen ‏ – Buchten ‏ | مرحلة مستوية  | 192٫5         | ياكوب ماريكزكو  | Olav Kooij ‏   |
| مرحلة 4       | 11 يونيو      | روكفن – Mierlo ‏        | مرحلة مستوية  | 196٫5         | تيموثي دوبونت   | Olav Kooij ‏   |
| مرحلة 5       | 12 يونيو      | Made ‏ – رايسبيرخن      | مرحلة مستوية  | 160٫5         | Olav Kooij ‏     | Olav Kooij ‏   |

## النتيجة

### مرحلة 1
هي مرحلة بسيطة، أقيمت في 8 يونيو 2022، وامتدّت لمسافة 100.9 كيلومتر. فاز بالمرحلة Olav Kooij ‏، وكان متصدر الترتيب العام في نهاية المرحلة Olav Kooij ‏، وكان المتصدر حسب ترتيب النقاط Olav Kooij ‏، وتصدر ترتيب النقاط للشباب Olav Kooij ‏، ومتصدر ترتيب الفرق سنويب 2022.
| التصنيف العام         | التصنيف العام     | التصنيف العام                   | التصنيف العام          | التصنيف العام |
| العداء                | العداء            | البلد                           | الفريق                 | الوقت         |
| --------------------- | ----------------- | ------------------------------- | ---------------------- | ------------- |
| 1                     | Olav Kooij ‏       | هولندا                          | جومبو-فيسما            | 2 س 08 د 18 ث |
| 2                     | ياكوب ماريكزكو    | إيطاليا                         | Alpecin-Fenix          | + 4 ث         |
| 3                     | Aaron Van Poucke ‏ | بلجيكا                          | سبورت فلاندرين بالويس ‏ | + 5 ث         |
| 4                     | إيليا فيفياني     | إيطاليا                         | Ineos Grenadiers       | + 6 ث         |
| 5                     | هولندا            | Diftar Continental Cyclingteam ‏ | + 6 ث                  |               |
| 6                     | سام ويلسفورد      | أستراليا                        | Team DSM               | + 7 ث         |
| 7                     | بن تورنر          | المملكة المتحدة                 | Ineos Grenadiers       | + 8 ث         |
| 8                     | Wesley Mol ‏       | هولندا                          | بايك أيد ‏              | + 8 ث         |
| 9                     | Tim van Dijke ‏    | هولندا                          | جومبو-فيسما            | + 9 ث         |
| 10                    | تهيجس دي لانج ‏    | هولندا                          | ميتك-تي كي إتش مانتيل ‏ | + 9 ث         |
| مصدر: ProCyclingStats |                   |                                 |                        |               |

### مرحلة 2
هي مرحلة بسيطة، أقيمت في 9 يونيو 2022، وامتدّت لمسافة 183.2 كيلومتر. فاز بالمرحلة Olav Kooij ‏، وكان متصدر الترتيب العام في نهاية المرحلة Olav Kooij ‏، وكان المتصدر حسب ترتيب النقاط Olav Kooij ‏، وتصدر ترتيب النقاط للشباب Olav Kooij ‏، ومتصدر ترتيب الفرق جومبو-فيسما 2022.
| التصنيف العام         | التصنيف العام            | التصنيف العام   | التصنيف العام                 | التصنيف العام |
| العداء                | العداء                   | البلد           | الفريق                        | الوقت         |
| --------------------- | ------------------------ | --------------- | ----------------------------- | ------------- |
| 1                     | Olav Kooij ‏              | هولندا          | جومبو-فيسما                   | 5 س 53 د 43 ث |
| 2                     | إيليا فيفياني            | إيطاليا         | Ineos Grenadiers              | + 9 ث         |
| 3                     | Aaron Van Poucke ‏        | بلجيكا          | سبورت فلاندرين بالويس ‏        | + 12 ث        |
| 4                     | ياكوب ماريكزكو           | إيطاليا         | Alpecin-Fenix                 | + 16 ث        |
| 5                     | Karl Patrick Lauk ‏       | إستونيا         | بنجوال باوليز ساوكس دبليو بي ‏ | + 19 ث        |
| 6                     | بن تورنر                 | المملكة المتحدة | Ineos Grenadiers              | + 20 ث        |
| 7                     | تهيجس دي لانج ‏           | هولندا          | ميتك-تي كي إتش مانتيل ‏        | + 21 ث        |
| 8                     | أرفيد دي كلاين ‏          | هولندا          | Human Powered Health          | + 22 ث        |
| 9                     | Tomáš Kopecký (cyclist) ‏ | التشيك          | Parkhotel Valkenburg CT ‏      | + 22 ث        |
| 10                    | Jan-Willem van Schip ‏    | هولندا          | رومبوت تشارلز ‏                | + 22 ث        |
| مصدر: ProCyclingStats |                          |                 |                               |               |

### مرحلة 3
هي مرحلة بسيطة، أقيمت في 10 يونيو 2022، وامتدّت لمسافة 192.5 كيلومتر. فاز بالمرحلة ياكوب ماريكزكو، وكان متصدر الترتيب العام في نهاية المرحلة Olav Kooij ‏، وكان المتصدر حسب ترتيب النقاط Olav Kooij ‏، وتصدر ترتيب النقاط للشباب Olav Kooij ‏، ومتصدر ترتيب الفرق جومبو-فيسما 2022.
| التصنيف العام         | التصنيف العام            | التصنيف العام   | التصنيف العام                 | التصنيف العام  |
| العداء                | العداء                   | البلد           | الفريق                        | الوقت          |
| --------------------- | ------------------------ | --------------- | ----------------------------- | -------------- |
| 1                     | Olav Kooij ‏              | هولندا          | جومبو-فيسما                   | 10 س 21 د 13 ث |
| 2                     | ياكوب ماريكزكو           | إيطاليا         | Alpecin-Fenix                 | + 12 ث         |
| 3                     | إيليا فيفياني            | إيطاليا         | Ineos Grenadiers              | + 15 ث         |
| 4                     | Aaron Van Poucke ‏        | بلجيكا          | سبورت فلاندرين بالويس ‏        | + 18 ث         |
| 5                     | Karl Patrick Lauk ‏       | إستونيا         | بنجوال باوليز ساوكس دبليو بي ‏ | + 25 ث         |
| 6                     | بن تورنر                 | المملكة المتحدة | Ineos Grenadiers              | + 26 ث         |
| 7                     | Mick van Dijke ‏          | هولندا          | جومبو-فيسما                   | + 27 ث         |
| 8                     | أرفيد دي كلاين ‏          | هولندا          | Human Powered Health          | + 28 ث         |
| 9                     | Jan-Willem van Schip ‏    | هولندا          | رومبوت تشارلز ‏                | + 28 ث         |
| 10                    | Tomáš Kopecký (cyclist) ‏ | التشيك          | Parkhotel Valkenburg CT ‏      | + 28 ث         |
| مصدر: ProCyclingStats |                          |                 |                               |                |

### مرحلة 4
هي مرحلة بسيطة، أقيمت في 11 يونيو 2022، وامتدّت لمسافة 196.5 كيلومتر. فاز بالمرحلة تيموثي دوبونت، وكان متصدر الترتيب العام في نهاية المرحلة Olav Kooij ‏، وكان المتصدر حسب ترتيب النقاط Olav Kooij ‏، وتصدر ترتيب النقاط للشباب Olav Kooij ‏، ومتصدر ترتيب الفرق جومبو-فيسما 2022.
| التصنيف العام         | التصنيف العام            | التصنيف العام   | التصنيف العام                 | التصنيف العام  |
| العداء                | العداء                   | البلد           | الفريق                        | الوقت          |
| --------------------- | ------------------------ | --------------- | ----------------------------- | -------------- |
| 1                     | Olav Kooij ‏              | هولندا          | جومبو-فيسما                   | 14 س 34 د 04 ث |
| 2                     | إيليا فيفياني            | إيطاليا         | Ineos Grenadiers              | + 17 ث         |
| 3                     | ياكوب ماريكزكو           | إيطاليا         | Alpecin-Fenix                 | + 18 ث         |
| 4                     | Aaron Van Poucke ‏        | بلجيكا          | سبورت فلاندرين بالويس ‏        | + 24 ث         |
| 5                     | Karl Patrick Lauk ‏       | إستونيا         | بنجوال باوليز ساوكس دبليو بي ‏ | + 31 ث         |
| 6                     | بن تورنر                 | المملكة المتحدة | Ineos Grenadiers              | + 32 ث         |
| 7                     | Mick van Dijke ‏          | هولندا          | جومبو-فيسما                   | + 33 ث         |
| 8                     | أرفيد دي كلاين ‏          | هولندا          | Human Powered Health          | + 34 ث         |
| 9                     | Jan-Willem van Schip ‏    | هولندا          | رومبوت تشارلز ‏                | + 34 ث         |
| 10                    | Tomáš Kopecký (cyclist) ‏ | التشيك          | Parkhotel Valkenburg CT ‏      | + 34 ث         |
| مصدر: ProCyclingStats |                          |                 |                               |                |

### مرحلة 5
هي مرحلة بسيطة، أقيمت في 12 يونيو 2022، وامتدّت لمسافة 160.5 كيلومتر. فاز بالمرحلة Olav Kooij ‏، وكان متصدر الترتيب العام في نهاية المرحلة Olav Kooij ‏.

## التصنيف العام النهائي
| التصنيف العام         | التصنيف العام            | التصنيف العام   | التصنيف العام                 | التصنيف العام  |
| العداء                | العداء                   | البلد           | الفريق                        | الوقت          |
| --------------------- | ------------------------ | --------------- | ----------------------------- | -------------- |
| 1                     | Olav Kooij ‏              | هولندا          | جومبو-فيسما                   | 18 س 01 د 39 ث |
| 2                     | ياكوب ماريكزكو           | إيطاليا         | Alpecin-Fenix                 | + 28 ث         |
| 3                     | Aaron Van Poucke ‏        | بلجيكا          | سبورت فلاندرين بالويس ‏        | + 34 ث         |
| 4                     | Karl Patrick Lauk ‏       | إستونيا         | بنجوال باوليز ساوكس دبليو بي ‏ | + 41 ث         |
| 5                     | بن تورنر                 | المملكة المتحدة | Ineos Grenadiers              | + 42 ث         |
| 6                     | Mick van Dijke ‏          | هولندا          | جومبو-فيسما                   | + 43 ث         |
| 7                     | Jan-Willem van Schip ‏    | هولندا          | رومبوت تشارلز ‏                | + 44 ث         |
| 8                     | Tomáš Kopecký (cyclist) ‏ | التشيك          | Parkhotel Valkenburg CT ‏      | + 44 ث         |
| 9                     | توش فان دير ساندي        | بلجيكا          | جومبو-فيسما                   | + 44 ث         |
| 10                    | Cériel Desal ‏            | بلجيكا          | بنجوال باوليز ساوكس دبليو بي ‏ | + 44 ث         |
| مصدر: ProCyclingStats |                          |                 |                               |                |

### تصنيف النقاط
| تصنيف النقاط          | تصنيف النقاط               | تصنيف النقاط | تصنيف النقاط                  | تصنيف النقاط |
| العداء                | العداء                     | البلد        | الفريق                        | النقاط       |
| --------------------- | -------------------------- | ------------ | ----------------------------- | ------------ |
| 1                     | Olav Kooij ‏                | هولندا       | جومبو-فيسما                   | 72 نقطة      |
| 2                     | إيليا فيفياني              | إيطاليا      | Ineos Grenadiers              | 45 نقطة      |
| 3                     | ياكوب ماريكزكو             | إيطاليا      | Alpecin-Fenix                 | 34 نقطة      |
| 4                     | Alexander Salby ‏           | الدنمارك     | فريق ريوال للدراجات ‏          | 32 نقطة      |
| 5                     | سام ويلسفورد               | أستراليا     | Team DSM                      | 28 نقطة      |
| 6                     | أرفيد دي كلاين ‏            | هولندا       | Human Powered Health          | 24 نقطة      |
| 7                     | تيموثي دوبونت              | بلجيكا       | بنجوال باوليز ساوكس دبليو بي ‏ | 23 نقطة      |
| 8                     | Aaron Van Poucke ‏          | بلجيكا       | سبورت فلاندرين بالويس ‏        | 19 نقطة      |
| 9                     | Bram Welten ‏               | هولندا       | Groupama-FDJ                  | 14 نقطة      |
| 10                    | Daan van Sintmaartensdijk ‏ | هولندا       | فولكر ويسيلز سيلينج تيم ‏      | 11 نقطة      |
| مصدر: ProCyclingStats |                            |              |                               |              |

## تصنيف الفرق

### الفرق حسب الوقت
| تصنيف الفرق حسب الوقت | تصنيف الفرق حسب الوقت              | تصنيف الفرق حسب الوقت | تصنيف الفرق حسب الوقت |
| الفريق                | الفريق                             | البلد                 | الوقت                 |
| --------------------- | ---------------------------------- | --------------------- | --------------------- |
| 1                     | جومبو-فيسما                        | هولندا                | 54 س 07 د 09 ث        |
| 2                     | بنجوال باوليز ساوكس دبليو بي 2022 ‏ | بلجيكا                | + 0 ث                 |
| 3                     | Ineos Grenadiers                   | المملكة المتحدة       | + 1 د 47 ث            |
| 4                     | بيت سايكلنج 2022 ‏                  | هولندا                | + 2 د 32 ث            |
| 5                     | سبورت فلاندرين بالويس 2022 ‏        | بلجيكا                | + 4 د 19 ث            |
| مصدر: ProCyclingStats |                                    |                       |                       |

## تصانيف فرعية

### تصنيف أفضل شاب
| تصنيف أفضل شاب        | تصنيف أفضل شاب             | تصنيف أفضل شاب   | تصنيف أفضل شاب                         | تصنيف أفضل شاب |
| العداء                | العداء                     | البلد            | الفريق                                 | الوقت          |
| --------------------- | -------------------------- | ---------------- | -------------------------------------- | -------------- |
| 1                     | Olav Kooij ‏                | هولندا           | جومبو-فيسما                            | 18 س 01 د 39 ث |
| 2                     | Mick van Dijke ‏            | هولندا           | جومبو-فيسما                            | + 43 ث         |
| 3                     | Tomáš Kopecký (cyclist) ‏   | التشيك           | Parkhotel Valkenburg CT ‏               | + 44 ث         |
| 4                     | Roel van Sintmaartensdijk ‏ | هولندا           | فولكر ويسيلز سيلينج تيم ‏               | + 1 د 54 ث     |
| 5                     | Milan Fretin ‏              | بلجيكا           | سبورت فلاندرين بالويس ‏                 | + 2 د 00 ث     |
| 6                     | ماغنوس شيفيلد              | الولايات المتحدة | Ineos Grenadiers                       | + 2 د 00 ث     |
| 7                     | Michel Hessmann ‏           | ألمانيا          | جومبو-فيسما                            | + 2 د 02 ث     |
| 8                     | Tim van Dijke ‏             | هولندا           | جومبو-فيسما                            | + 2 د 15 ث     |
| 9                     | Axel van der Tuuk ‏         | هولندا           | ميتك-تي كي إتش مانتيل ‏                 | + 4 د 14 ث     |
| 10                    | Pavel Bittner ‏             | التشيك           | Development Team DSM–Firmenich PostNL ‏ | + 4 د 20 ث     |
| مصدر: ProCyclingStats |                            |                  |                                        |                |

## وصلات خارجية
- الموقع الرسمي
- لمحة عن سباق زي إل إم تور 2022 على موقع  ProCyclingStats   (برو  سايكلنج  ستاتس) - إحصاءات  محترفي  الدراجات.
- زي إل إم تور 2022 على موقع إحصائيات الدراجات الإحترافية (الإنجليزية)